# Udpantning
Udpantning er en form for tvangsfuldbyrdelse, hvorved det offentlige søger at inddrive sine krav på skatter, offentlige afgifter m.v. på borgerne.
I modsætning til civil tvangsfuldbyrdelse, der finder sted på grundlag af en afsagt dom, forlig eller skylderkendelse, kan udpantning ske alene på grundlag af det offentliges initiativ. Ved udpantningen foretages udlæg i borgerens aktiver.
Udpantningen foretages af en pantefoged. Protesterer borgeren over udpantningen, er pantefogeden forpligtet til at lade spørgsmålet forelægge for den stedlige fogedret, der således udøver judiciel kontrol med udpantningen. Indbringelse af sagen for fogedretten har dog ikke opsættende virkning for pantefogedens afgørelser.
Organisatorisk er pantefogederne ansat under SKAT. Tidligere havde også kommunerne pantefogeder ansat, men som et led i forberedelsen af kommunalreformen blev kommunernes udpantningsaktiviteter overført til SKAT fra 1. november 2005.

## Eksterne links
- Bekendtgørelse af lov om udpantning og om udlæg uden grundlag af dom eller forlig
- Bekendtgørelse af lov om fremgangsmåden ved inddrivelse af skatter og afgifter m.v. (Inddrivelsesloven)
- Lov om ændring af forskellige love og om ophævelse af lov om kommunalt samarbejde om opkrævning og inddrivelse